# 人斬り (映画)
『人斬り』（ひときり）は、1969年（昭和44年）8月9日公開の時代劇映画。監督は五社英雄。製作はフジテレビジョン＋勝プロダクション。配給は大映。司馬遼太郎の短編『人斬り以蔵』を参考文献にしたオリジナル作品で、脚本は橋本忍が担当した。この年に劇場用映画製作に進出したフジテレビが第1作『御用金』に続いて放った第2作目で、勝プロダクション初の時代劇製作映画でもある。公開当時は映画倫理管理委員会より成人映画（映倫番号15909）の指定を受けた。
動乱の幕末を舞台に、下級武士出身ながらも京の都を震撼させ「人斬り以蔵」の名を轟かせた土佐最強の暗殺剣士・岡田以蔵の半生を、土佐勤皇党の党首・武市半平太との関係を基軸に描いた娯楽歴史劇である。キャストは勝新太郎、仲代達矢、三島由紀夫、石原裕次郎といった豪華な顔ぶれで、特に本業が俳優でない三島の起用が大きな話題を呼んだ。
同じく壮大なスケールの歴史劇で同年3月に封切られた三船敏郎率いる三船プロ製作の『風林火山』（東宝配給）との東西時代劇対決の様相ともなり、勝プロの『人斬り』はキネマ旬報ベストテンでは圏外の第14位で、三船の『風林火山』の第10位に敗れたものの、興行成績は1969年度（4月から12月）の興行ベストテン第4位に入る大ヒットとなった。また2004年（平成16年）発表のオールタイムベスト・テン時代劇のランキングでは第51位となった。
見どころはリアルな死闘の暗殺場面や豪快な殺陣の立ち回りで、勝が扮する以蔵の人間臭い喜怒哀楽や、田中新兵衛役の三島の迫真の切腹演技も好評であった。この約1年後に三島は実際に切腹死するが（詳細は三島事件を参照）、自決のわずか1年前の三島の姿がたっぷりと見られる映画として貴重な資料にもなっている。
公開時の惹句は、「斬る！斬る！斬る！ 問答無用でぶった斬る!!」、「勝が斬る！仲代が斬る！三島が斬る！裕次郎が斬る！ 問答無用でぶった斬る!!」である。併映は井上芳夫監督の『女賭博師丁半旅』（出演：江波杏子、藤巻潤）である

## おもなキャスティング

### 四柱スター競演
『人斬り』の主役となる岡田以蔵は、製作の勝プロダクション社長でもある勝新太郎が演じている。独立プロを持つ以前は市川雷蔵と共に「カツライス」と呼ばれて大映の二枚看板を担っていた大スター勝新太郎は、映画史に残る時代劇『座頭市』シリーズに代表されるように、迫力満点の殺陣の演技で定評があり、その怪物的なアウトロー役のスケールの大きさと貫禄は主役を張るのに充分であった。
岡田以蔵といえば、幕末の京都で土佐最強の「人斬り」として怖れられた冷徹な暗殺者という暗く殺気のあるイメージだが、勝新太郎の演じる以蔵はどこか人懐っこく感情表現豊かで、泥臭く人間味のある硬骨漢として登場する。また、以蔵が未来に明るい希望を宿しつつ挫折を味わい、絶望の淵から這い上がろうとする様も哀切風に描かれ、坂本龍馬や田中新兵衛との友情や、女郎・おみのへの情愛なども加味された演出となっている。
以蔵の生涯に大きな影響を及ぼした土佐勤皇党盟主・武市半平太役には、黒澤明監督の映画などで注目され『人間の条件』で不動の地位を得て重厚な演劇人として名高い仲代達矢が選ばれた。仲代はフジテレビ製作映画第1弾の『御用金』にも出演している。仲代の演じる武市は以蔵とは正反対の性格の人物として登場し、前半は清廉な革命家、物語後半は冷徹かつ非情な都の独裁者として描かれ、テロの首謀者といった趣の演出となっている。
武市や以蔵と同じ土佐藩出身ながらも、異なる手法で倒幕を図る坂本龍馬役には石原裕次郎が訥々と扮し、以蔵が武市の飼犬となり人斬りの道を盲目的に邁進するのを時に静かに諌め、以蔵の苦境を救う存在として登場する。竜馬は武市の冷酷さとは好対照な温かい友愛を示す人物として演出されている。日活の大スターだった裕次郎も、勝同様に個人事務所の石原プロモーションを当時すでに設立して活躍していた。
以蔵と同じく暗殺者として生きる「人斬り新兵衛」こと薩摩藩士・田中新兵衛に起用されたのは、民兵組織「楯の会」の主宰やノーベル文学賞候補として当時注目されていた文壇のスター三島由紀夫であった。三島の演じる新兵衛は、殺気みなぎる人物として登場し、見事な殺陣や以蔵との友情、突然の切腹死で鮮烈な印象を残す存在として演出されている。この『人斬り』公開の翌年、三島自身も「楯の会」同志と三島事件で壮絶な割腹自決を遂げることとなり、その後『人斬り』の価値がセンセーショナルな話題を呼ぶものとなった。

### その他
岡田以蔵をとりまく女性には、以蔵が憧れる高い身分の姫として演出される姉小路綾姫役に新人の新條多久美、以蔵の馴染の女郎おみの役には松竹歌劇団出身で2年前に映画デビューした倍賞美津子が花を添えている。情婦おみのは、以蔵の心身ともに身近な存在として登場し、セミヌードになっている倍賞はこの貧しい女郎を体当たりで好演し注目されることになった。
作品導入部の、土砂降りの雨の中で土佐勤皇党3名に襲われる土佐藩執政・吉田東洋役にはベテラン俳優の辰巳柳太郎が配され、血泥まみれの死闘の末の壮絶な殺され方をする東洋暗殺事件は、目撃者の以蔵が、俺ならもっと手際よくやれると歯がゆく思い暗殺者として目覚める場面として演出されている。
また、以蔵が浪人狩りで入れられた六角牢の中の端役には、人気お笑いコンビのコント55号の2人（萩本欽一・坂上二郎）が異色キャストとして宣伝ポスターやチラシなどでクレジットされている。コント55号は『人斬り』と同年公開の映画『コント55号 人類の大弱点』に主演しているが、この喜劇映画は1969年度のキネマ旬報興行ベストテン第9位となっている。

## 原作との違い
『人斬り』の参考文献となった司馬遼太郎の短編小説『人斬り以蔵』（『別冊文藝春秋』87号・昭和39年4月号掲載）は、司馬が昭和30年代後半から連作で書いた幕末物の暗殺小説の一つで、土佐の歴史と風土をふまえた作品となっている。
『人斬り以蔵』では、土佐藩の足軽の子として生まれ貧しい下級武士から這い上がるため懸命になり、幕末動乱期に「人斬り」（暗殺者）としてしか生きられなかった不幸な岡田以蔵の短く悲劇的な生涯を、師であった武市半平太との関係を軸にして描いている。
司馬は『人斬り以蔵』の中で、「不幸な男」以蔵が何の抵抗もなく人斬りを重ねる姿について、「以蔵が狂人でないとすれば、この時代が生み出した畸形児といってよい」とし、すさまじい剣術の腕を身につけた「狂犬」の以蔵を操縦して「馴犬」にする武市については、「本来、沈毅な君子人として知られた男」と紹介し、武市の高潔な人柄や、武市の邪魔となる人物を黙々と忖度して斬っていく以蔵の心理を丹念に追うのと同時に、その以蔵の「無智な人斬り」ぶりを嫌い始め、足軽の出で無教養な以蔵への武市の感情の移ろいも描いている。
この『人斬り以蔵』を発表した前後から、司馬の独自の文学観や歴史小説スタイルが確立されていったが、司馬は「性」と並んで永遠に不可解なものである「権力」という「男がその人生を当然噛みこませてゆかざるをえないもの」を自身の作品テーマにし、その男から生れてくる「志」というものを冷徹に見つめて描くことを身上としていた。
いわば、『人斬り以蔵』における以蔵は、武市という男の権力の「とりこ」になり、「人斬り」になった以蔵は、「自己表現」を遂げようとあくせくし、それ故に生死し、「人斬り」は以蔵の屈折した「志」であり、「自己表現をするための主題」でもあった。そして司馬は、時代の中で悲劇的な宿命を生きた「不幸な男」以蔵の生涯にある人間の悲しい性分も見つめ描いている。
そうした司馬の快諾を受けて橋本忍が手がけた映画『人斬り』の脚本では、以蔵と武市の関係性や、やがて以蔵が武市に憎悪を感じていき人間的に目覚めていく過程は共通し、最後にそれまでの所業を告白するという点は同じであるが、映画では、以蔵と武市の心理は単純化され、武市は最初から以蔵を利用する道具として見なしている設定である。また、映画では最後、以蔵は入牢中ではなく、小屋で無為に暮らしているところに、武市の差し金の毒酒を飲んで辛くも助かり自ら高知城に自白に出向いていく流れになっている。
小説冒頭部での以蔵が武市の道場に入門を許されるに至るエピソードなどの、武市を師と仰ぐようになった出会いの経緯は映画では省かれ、勝海舟の護衛をする場面も、映画では石部宿の大天誅の後のこととして脚色されている。さらに、ストーリー展開上で必要なエピソードや暗殺事件などを生かしつつも、新たに肉付けした要素が多くなっており、映画『人斬り』はオリジナルの物語の様相となっている。
人物造型的には、野性的で涙もろい以蔵は小説でもそうであるが、武市の人物像は小説とは微妙に異なり、映画では非情で徹底したエゴイストとして脚色されている。橋本の脚色では、公開当時の1960年代後半の世相が加味され、全共闘などの新左翼の学生運動が吹き荒れていた時代潮流を見据えた一種の革命幻想風に仕立てられ、武市が牢内でアジる場面が橋本の独創として加えられている。
橋本の脚本を元に俳優の演技指導をした五社英雄監督は、その武市に利用された挙句に捨てられ破滅的最期を迎える以蔵について、「権力闘争の中で使い捨てられた男の話、暗殺しかできないきわめて荒削りな、むき出しな男の、おろかであればあるだけの悲しさを描きたい」と演出意図を語り、勝新太郎の以蔵は五社自身の分身でもあると述べている。
豪傑な一匹狼を自負しつつも、その実態は結局組織から離れることは出来ず、自身の惨めさや情けなさを味わう以蔵の姿を随所に描くことが映画の演出意図であり、またそこに自身を重ねて描くことが、五社監督の主題でもあった
小説『人斬り以蔵』では坂本龍馬はエピソード的に短く登場し、薩摩藩の人斬り・田中新兵衛も名前が出てくるだけであるが、映画では、彼らと以蔵との交流が多分に加えられている。また小説でも映画でも以蔵が酒色を好んだことになっているが、映画で以蔵との関係性が濃密に描かれている遊郭の女郎おみのや、姉小路公知の妹の綾姫なども小説には登場しない人物である。
さらに橋本の脚本では、小説『人斬り以蔵』で少ししか触れられていない姉小路公知の暗殺エピソードをクローズアップし、歴史の忠実では暗殺犯の真相は不明であるものの、武市が以蔵に命じたこととして独自解釈の脚色がなされ、策謀家・革命家としての武市の一面を強調させている。また、姉小路暗殺の嫌疑をかけられた田中新兵衛の切腹場面も具体的な見どころとして加えられている。

## 製作背景

### フジテレビ製作第2弾
当時業績が好調だったフジテレビジョンは1969年（昭和44年）に新事業の映画製作に乗り出し、フジテレビの株主であった東宝、大映、松竹の3社と一本ずつ映画を製作するという案が出ていたが、協定の中で各会社は二の足を踏み、「配給」という方式で、系列会社と組んだフジテレビと提携するという形を取ることに決まった。
1969年（昭和44年）5月17日に公開されたフジテレビ製作映画第1弾の『御用金』は、東宝の系列会社の東京映画と組んで初めて映画製作した作品で、配給は東宝となった。監督はフジテレビの五社英雄が担当し、俳優陣は仲代達矢、丹波哲郎、中村錦之助、夏八木勲、西村晃といった面々が死闘のチャンバラを繰り広げるスペクタクル時代劇であった。
この『御用金』は多くの観客を集め大ヒット作となった（結果的に1969年度の興行ベストテン第6位となる）。フジテレビは立て続けに映画第2弾の企画を進め、勝新太郎率いる勝プロダクションと組んで、次もさらに豪華な時代劇を製作することにした。
この当時、従来のメジャー映画会社は衰退に向かっていて、大スターが相次いで独立プロダクションを起し大作映画を手がけるようになっていた。勝新太郎も自分が思い描く通りの映画を作りたく、マンネリの人気シリーズばかりに主演する状況に不満を持って独立していた。そんな勝にとってフジテレビの潤沢な予算は渡りに舟であった。
かつて勝が所属した老舗の大映も他の会社同様に経営危機に追い込まれていて、製作予算が多く取れないのが現状であった。しかし旧知の間柄の勝と共に、豊富な資金を持つフジテレビと提携することで、通常の3倍の予算が組まれることになり、3社共々力を注ぐ作品として企画が進んでいった。
フジテレビ製作第2作目は、五社英雄が『御用金』に続いて監督を担当することになった。五社英雄はテレビ出身の映画監督第1号で、テレビ時代劇『三匹の侍』などの凄まじいリアルな殺陣の演出で才気を見せ、『御用金』でも危険な岩場や、海の中、大雪原の中でのチャンバラ決闘の面白さで注目されていた監督であった。
脚本は橋本忍が担当し、司馬遼太郎の短編『人斬り以蔵』を参考文献にしてオリジナルのシナリオを作ることになった。橋本は、黒澤明監督の『羅生門』が脚本家デビュー作で、『生きる』『七人の侍』など多くの黒沢映画に参加し、黒澤組を離れた後も、『真昼の暗黒』『ゼロの焦点』『切腹』『日本のいちばん長い日』『白い巨塔』など数々の大作を手掛けて、緊密で論理的な構成力の脚本で定評のある一流脚本家であった。

### 三島への出演依頼
『人斬り』では三島由紀夫の田中新兵衛役が大きな目玉となったが、三島がこの映画に出演することになったきっかけとしては、三島の自主製作映画『憂国』（1966年4月封切）を観ていた五社英雄が思いつき、橋本忍も賛同した経緯があり、五社が直接、三島邸を訪問して正式依頼した。
しかし最初に三島の側に話を持って行ったのは勝プロ製作第1作目に力を入れていた勝新太郎であった。勝は、大映の企画部長の藤井浩明のところにやって来て、「ちょっと頼みがあるんだけどさ、三島さんに出て貰えない？」と『人斬り』の田中新兵衛を三島さんにやってほしいと切り出した。藤井は三島が『からっ風野郎』で主役を演じて以来、『憂国』の映画製作にも携わり、三島のマネージャー的な存在になっていた。
勝から依頼された瞬間、藤井は三島が絶対一発で引き受けると確信していたが、「勝さん、それはわかんないよ」と勿体つけ、勝がさらに頼み込むのを待ってから、「じゃあ話してくるからね」と応じた。そしてその依頼の件を三島に話すと、案の定三島は間髪入れず、「俺やるよ」「この田中新兵衛なら絶対やる！」と即答であった。
五社監督が正式依頼に三島邸を訪問した際にも、三島は嬉しさを隠しきれない様子であった。そんな三島の様子は、「すぐにでも引受けたいような、まるでガキ大将に近藤勇の役を持っていったような」風で、「とても正直な、子供のように無邪気な感じ」だったと五社監督は振り返っている。
三島は「私は時代劇てものはやったことがないけど鬘はのるかね？」とニコニコしながら、すでに気持は決まっていたにもかかわらず、それでも一応勿体つけた様子で、「ともかく明日中に返事をします」と五社を見送った。しかし三島は我慢できずその日の晩すぐに五社に電話を入れ、「ぜひ出させてくれ」と引き受けた。
当時三島は、楯の会を率いての自衛隊体験入隊や、剣道・空手・居合を稽古し自らの思想や美学を実践している有言実行ぶりが若者の間で人気となり、スーパー・アイドル的な存在であった。作家活動だけでないそうした数々の行動ぶりが、どこか幕末の志士とも共通する危険な雰囲気を孕んでいた。
三島が様々なエッセイ・評論を投稿していた雑誌『平凡パンチ』では、読者の人気投票で三船敏郎を720票差でおさえて19,590得票し「ミスターダンディ」の第1位に輝いていた。次に読者投票が行われた「ミスター・インターナショナル」では、第1位のフランスのド・ゴール大統領に次いで、三島は第2位に選ばれた。当時雑誌などの日本のマスコミから「スーパースター」と最初に書かれた有名人が三島だった。
準主役の配役も決まり、1969年（昭和44年）4月25日に映画製作の記者会見が開かれた。五社英雄監督らと共に勝新太郎と三島由紀夫が列席し、衣裳合わせも兼ねて三島は髷姿のサムライの風体で臨んだ。プロデューサーの法亢堯次は三島を配役した理由を、「勝、仲代、石原はいずれも個性の強い役者、これに対抗できる人をと考えた末に思い切って三島氏に頼んだ」と語った。
三島が時代劇に映画出演するということが大いに注目され、各スポーツ新聞は三島の写真も入れ、週刊誌もグラビアでそれを大きく報じた。
五段を持っていた三島の剣道は警視庁剣道の北辰一刀流で、1965年（昭和40年）からは真剣で居合も習い、1966年（昭和41年）3月からは皇居内の済寧館道場に通っていた。会見で三島は薩摩侍の役作りのため、新たに鹿児島の示現流を学ぶ意気込みを見せた。
この1969年（昭和44年）の夏は、三島原作の戯曲『わが友ヒットラー』、『サド侯爵夫人』などの再演や『癩王のテラス』の話題と共に、この映画『人斬り』出演のことで演劇界はちょっとした「三島ブーム」となり、マスコミの芸能欄を賑わしていた。
役作りのために三島が五社監督に、「テロリストの芝居は何ですか」「一番気をつけることは何ですか」と尋ねると、「テロリストとしたら一種の狂気じみたあなたの目だ、目のエネルギーだ、どう見てもあなたの顔の骨相は犯罪者だ」と答えた。三島はそれを聞くと高笑いし、「違う社会の人と付き合うと、思わぬことを言われますね」と、五社監督に信頼を置くようになった。

## 撮影現場

### 五社と大映スタッフ
『人斬り』の撮影は大映京都撮影所で5月16日にクランクインした。五社英雄監督が初めて撮影所に来て、最初に入ったセットは第五ステージだった。時代劇映画の保守本流ともいえる大映には芸術的感性を持つ一流のスタッフ陣が揃っていた。
大映京都撮影所で撮影された作品には、『羅生門』『源氏物語』『雨月物語』『山椒大夫』『地獄門』など海外からも高評価された数々の名作があり、『座頭市』シリーズ、『眠狂四郎』シリーズなどの人気時代劇も生み出され、美術の西岡善信、カメラの森田富士郎など、この大映で技術を磨いてきた若手・中堅技術者が、テレビ出身の五社英雄と初めて対面した。
その初日に、辰巳柳太郎扮する吉田東洋が土砂降りの雨の中、襲撃される壮絶なシーンが撮影された。刺客達との死闘の中、血泥まみれになりながらも、刀を構え直す東洋の戦いぶりと断末魔のシーンは、五社と大映スタッフとの初めての仕事であった。
それまでの大映映画の時代劇では、様式美を重んじた殺陣が主であったが、テレビ出身の五社の演出はリアルな殺人シーンが信条であった。大映スタッフたちは初めて見た五社の刺激的で迫力のある演出に圧倒され一目置くようになった。一方、五社の方もテレビとは違う大映の美術の素晴らしさに感嘆した。
美術の西岡は、通常の撮影であればプラスチックやカポックでできた贋物の石を使用するところを、土砂降りの雨が石畳の坂道で跳ね返って烈しく水しぶきが立つ効果にこだわり、電車石を何十トンもセットに運び入れ、本物の石畳を作った。この本物の石により跳ね返った雨がさらにずぶ濡れ感を増し、暗殺シーンに大きな臨場感が出た。
五社はテレビの『三匹の侍』で時代劇に新しい風を吹き込み、俳優の剣さばきに独自の才気を見せていたが、大映の大セットや美術のレベルの高さと相まって、よりダイナミックな演出ができるようになった。
こうした大映スタッフと五社監督とのマッチングにより、クオリティー高くスケールの大きな映像が撮影可能となった。かつて五社は映画監督を目指して映画会社各社の入社試験を受けたが全部不合格となり、どうしても諦めきれず大映社長の永田雅一の自宅まで日参し請い続けたが採用されなかったこともあった。
五社は『人斬り』で大映京都撮影所入りした時、大映所属の各監督らに挨拶をして回っていたが、その際ほとんどの監督が「お前にちゃんと撮れるのか」といった尊大な態度であった。その時にきちんと挨拶して接してくれたのが、田中徳三と三隅研次の2人だった。
田中徳三は、「頑張って撮影しいや。なんかあったら言うてください」と明るく応対し、次の三隅も、「おっさん、監督はな、どない言われてもかまへんけどな、出来上がったもんが勝負やからな、ええのん撮らんとあかんで」と助言した。五社はこの2人の言葉によって初日のセットに入りの気分が楽になり、思うように撮影に臨むことが出来た。

### 吉田東洋暗殺
初日の大映スタッフたちを虜にした五社監督の演出の本領が見られるのは、物語の導入部の吉田東洋の暗殺シーンであるが、この凄惨な殺しの現場を目にした以蔵が「人斬り」の本能に目覚める最も重要な場面の一つとなっている。
土佐藩執政・吉田東洋に扮するのは辰巳柳太郎で、従者と共に土砂降りの夜道を歩いているところを突然と現れた刺客（土佐勤皇党の3人）に襲われるという長丁場の死闘は、先ず不意打ちにあった従者が血しぶきをあげて斬り殺されるところから始まる。
暗闇の中、3人の刺客に取り囲まれた吉田東洋は、絶叫してかかって来る彼らの刀を払いのけ、水溜りの泥まみれにのたうち回り体ごと斬りかかる3人の刀に応戦していくが、やがて2人がかりの刀が力づくで東洋の首に押し当てられ、ギリギリと食い込んで押し斬られていく残酷な場面となり、それでも東洋は必死でそれを脱して、血まみれで刀を構え直すが、やがて息絶えていくという壮絶な演出となっている。
こうした最後まで生きようともがく吉田東洋を演出し、リアルな死闘を描く五社監督は、「痛みの伝わる殺陣」を目指し、斬る側や斬られる側の苦悶が観客にも伝わるような迫力のあるアクションが信条であった。

### 田中新兵衛の登場
6月5日には、三島由紀夫扮する田中新兵衛が飲み屋「おたきの店」に初めて登場し、「変節漢」として斬るつもりでいる坂本龍馬（石原裕次郎扮する）と鉢合わせして自己紹介の台詞を言った後、岡田以蔵の勝新太郎と対座するシーンの撮影が行われた。以蔵と新兵衛という2人の「人斬り」が対話するこのシーンは三島にとって初日の撮影であった。
店の出入り口で以蔵と出くわした新兵衛が、「お出かけ？」と声を掛ける台詞には、「お前らはこれから人を斬りに行くのかい？ 俺はもう斬ってきたぞ」というような人斬りとしてのライバル心が言下に秘められた台詞であった。しかし、素人役者の三島は硬直し、その台詞を五社監督の意図したように上手く言えずNGが何度も出た。
五社監督は、三島が侍の衣裳をつけているから力が入って硬くなるのだと考え、一度普段着になってもらってほぐれた状態でテストをすると案の定上手くいった。そこで改めて衣裳に着替えてもらってから、同じように撮影すると、三島の台詞が上手くいきOKとなった。
三島が茶碗で冷酒をぐいと飲むシーンでは、事前の稽古で勝新太郎が三島に、「同じペースで飲むのでなく、ぐっと飲んだり、ちびりと飲んだり、調子を変えると、セリフも出いいですよ」と、飲み方を手にとって教え、三島も「うん、うん」とうなずいていた。
しかし「よーい、スタート」という本番の合図がいざかかると、三島は緊張して徳利を持つ手がプルっと震えてしまったためにNGが出てしまった。すると勝は五社監督に、「もういっぺん撮るのは勝手だけど、いまのやつ、オーケーにしとけ、たった今、人斬ってきたばかりの奴が、そんな平然としてられるか」と言った。
勝は、三島の緊張しながらの演技に、プロの役者ではどうしても出せないリアリティーがあったと感じ、「自分が人斬り新兵衛だと思ったら、もう人斬り新兵衛なんだ。監督がとやかくいったら、冗談じゃない、オレは人斬り新兵衛だといってやれ」と三島を励ました。また勝は、「三島さんは想像力がたくましいからグーッと力が入っていくが、本番では“水割り”演技でいいんですよ」と助言もした
勝の助言もあって、三島は台詞の多い初登場シーンを石原裕次郎と互角に演じきり、殺気のある存在感を見せた。OKが出た後も三島はもう一度撮り直しを希望し上手くいった。それでも三島自身は何度も首をかしげ納得がいかない様子であったが、無事に初日の撮影を終え、「勝新太郎が、こんなに親切な男とは思いもしなかったよ」と取材陣のインタビューに答えた。

### 勝の全力疾走
『人斬り』の中盤に、「人斬り以蔵」という名声に増長する以蔵の暗殺の無智ぶりを疎んだ武市が、近江国石部宿で襲撃計画している大天誅から以蔵を外して、土佐・薩摩・長州の三藩合同の志士の刺客団が石部宿に向けて出発する場面があるが、そのことを知った素っ裸の以蔵が慌てふためき、褌を締めるやいなや半裸のままでまっしぐらに駆けだしていくシーンは大きな見せ所となっている。
京都の町から野山を越えて石部宿までの九里十三丁を以蔵がひたすら駆けるシーンは数分ほど続くが、武市の飼犬である以蔵の悲哀を醸し出すため、五社監督は勝に、「ここはハアハアいいながら、悲しくかけ出してくれ」と要望を出した。
撮影はトラックにカメラを乗せて、走る勝のすぐ後ろを追っていくというアングルで、観客と以蔵の目線を重ね臨場感を出すというものであった。この全力疾走の撮影日の前夜、勝は深酒をし二日酔い状態で歩くのさえも難儀であった。しかし五社監督は容赦せず、勝は途中で休憩も入れられないまま必死に走り抜けた。もしも勝がつまずき転んでしまったら大惨事にもなりかねない撮影であった。

### 石部宿の殺陣
岡田以蔵に扮する勝新太郎の全力疾走の後の大きな見せどころとなる石部宿での襲撃場面での殺陣の立ち回りの撮影は6月15日に行われた。この近江国の暗殺事件は、安政の大獄で斃れた志士に報いるために、土佐・薩摩・長州の三藩連合25名で結成された刺客団による天誅である。彼らが狙ったのは、「御用召」の名目で江戸に引き上げようとした京都東町・西町奉行所の与力4名であった。
武市半平太はこの刺客団から以蔵を外すが、彼らの出発を知った以蔵が京都から石部宿までの九里十三丁を走り抜け、決闘の最中に間に合って「土佐の岡田以蔵だ」と怒鳴りながら斬り込んでゆくという映画ならではの豪快な演出であった。この三藩連合には、薩摩侍・田中新兵衛も参加し、鮮やかな剣さばきを見せる場面である。
この殺陣の立ち回りの撮影のため、田中新兵衛の役の三島由紀夫は、鹿児島の第11代宗家師範・東郷重政と弟子の浜田一郎を東京に招き入れ、5月16日に調布市の大映東京撮影所で薩摩示現流の稽古をつけてもらっていた。ケンカ剣法のような攻めの剣術である示現流の基本技を覚えた三島は、逆八双の構えから瞬時の2人斬りを披露した。
三島の居合斬りは、大映プロデューサーの藤井浩明や勝新太郎も驚くほどの上達ぶりであった。真剣を素早く抜いて、また収める早業を披露した三島の上手さに勝は舌を巻いた。
こうして撮影前にセットの片隅などで真剣で居合の練習をしていた三島が、「真剣を使いたい」と言ったため、斬られ役の役者たちは驚き、「ええーっ！」とどよめきの声をあげた。五社監督は、「わかりました」と言い、三島が1人で構えている時だけ真剣を使うことを了承して、絡みの時はさすがに避けたという。
この石部宿の殺陣シーンの撮影には、三島は瑤子夫人や親しい友人たちを京都撮影所に呼んで見学させていた。三島はこのシーンが気に入って何度もリハーサルをやりたがり、本番でも五社監督がOKを出しても、三島は「頼むからもう一度やらせてくれ」と希望し、「OKだからいいですよ」と五社が答えても強く頼み、「これが誰々だ、これが奴だと思いながら斬ってると、実に爽快だよ」と言っていた。
斬られ役の殺陣役者たちは、プロの俳優とは違う三島の身体から発せられる本物の殺気を感じ取り怖がっていたという。実際に三島と絡んだ殺陣師たちは腹ごてをしていたにもかかわらず怪我をした。五社監督は後年、「三島さんはあのとき、もっていた鬱々とした怒りを発散させていたのではないか」と述懐している。
この立ち回り場面で人が斬られて血しぶきをあげるリアルな殺陣には、血のりがふんだんに使用された。太平洋戦争（大東亜戦争）前の時代劇では、血のりは顔に塗りつける程度しか使用されず、戦後の東映時代劇での中村錦之助と東千代之介の立ち回りでも血しぶきはなかった。
戦後はGHQによる日本の封建主義復活を封じ込める政策により、血のりが使用される歌舞伎や映画の上演・上映は禁止されていた。これは太平洋戦争中にあまりに大量の日本人の本物の血を見せられすぎたアメリカ人の忌避感情も一因にあったとされる。
そしてその禁忌も解かれ、最初に血吹雪のシーンが映画の中に取り入れられたのが黒澤明の『椿三十郎』（1962年）であった。GHQにより抑圧されていたチャンバラでの血のりのエンターテイメントが炸裂し、テレビなどでも血吹雪が多くなった。三島も切腹劇や殺陣シーンの大量の血に日本文化の精髄を見出していた。
この殺陣の撮影を取材したスポーツ新聞の記者は、「いや、スタイルもスタイルだが、三島氏の気迫がまたすごい。サッと振り向いたときの、キラッと光る目玉、相手にのしかかるような肉体。すばやい動作。どうして、アマチュア・タレントとはとても見えない」とレポートした。
撮影を見学していた瑤子夫人は、「こんなに残酷なシーンこどもたちに見せるの、ちょっと考えちゃいますね。でも三島の目の輝き、刀を持った時の身のこなし、初めて見たものですからその激しさに圧倒されてしまいました」とコメントし、五社監督も、「あの大きな目のすさまじい輝きを見ましたか、あれはまさに人を斬る時の目ですよ」と驚いていた。
一緒に立ち回りシーンを演じた勝新太郎は三島の殺陣について、「日ごろの体力づくりで得たエネルギーを、この仕事でブワーッと発散させている感じだ。だから真剣味があって、すごくおっかなく見えるよ。本職は小説家のくせに、腕の太さはものすごいし、演技のカンはクロウトなみだな」と絶賛した。
三島本人は、殺陣のプロ集団の中に自分のような素人が入って失敗したら恥ずかしいので、真剣になって演じたとして、「本番一回でOKを出し、監督にホメられたいというヘンなミエもあるんだね」と取材に答えた。この日の三島の迫力ある演技の撮影写真は、『週刊現代』7月3日号のグラビア4頁で紹介された。

### 三島の切腹
『人斬り』のもう一つの目玉となる田中新兵衛の切腹シーンの撮影は6月30日に行われた。新兵衛が姉小路公知殺しの嫌疑をかけられ、京都町奉行で切腹する場面を演じる三島由紀夫は映画撮影前、自分の出番の撮影スケジュールの最終日にしてほしいと五社監督に依頼していた。
そして三島は、「私は素人ですからいわれるとおりにしますので何でもいいつけてください。ただ切腹の場面だけは私に任せてくれませんか」と言っていた。五社監督は、三島が自主製作映画『憂国』で非常にリアルな切腹を撮っていたので、このシーンの演技はすべて三島に一任することにした。
そして撮影日となり、リハーサル前に三島がボディビルで鍛えた腹筋を動かすのを見たスタッフが、「三島さん、もういっぺんやって！」と声をかけると、三島は喜んで何度も動かして見せていたという。そんなリラックスした雰囲気の中で三島は切腹場面に臨み、フィルムを回す前のリハーサルの時から何度も本気で熱演して身体をまっ赤にしていた。
五社監督が、リハーサルだからそんなに今から力を入れなくていい、気を抜いてくれと言っても、三島は役に入り込んでいて通じなかった。五社は「一種の鬼気」を感じ、ジュラルミンの刀を竹光に替えたが、三島はその竹光で腹に横線が付くほど押しつけ、「ムキになってやらなければ出来ないんだ」と言った。そして最後のリハーサルでは、自分の腹まで竹光で少し切って血を出してしまった。
切腹場面を撮り終えた五社監督が救急箱を持って、「三島さん、この迫力はどんな役者がやってもできない」と三島の腹を治療しながら言った時、三島はまだ興奮冷めやらぬ面持ちであった。そして三島は落ち着くと、「やあ、映画てものはいいね。俺はこんなにいい、面白い、楽しい仕事をしたのは初めてだよ。いくら腹を切っても死なねえもんな。すぐ生き返る。映画はいいなァ」といつもの豪傑笑いをしたという。

### スチール写真
主役の勝新太郎と準主役の仲代達矢、三島由紀夫、石原裕次郎の4名が全員大映京都撮影所に出揃った6月初旬に、宣伝用の写真撮影が行なわれたが、その際に、『炎上』などのカメラマンを務めた宮川一夫が三島を応援するために突然やって来た。
名カメラマンとして一目置かれている宮川一夫が見学に来たことで、現場のスタッフの雰囲気が引き締まったという。宮川は、三島のメイキャップのチェックなどをした。
スチール写真には、向かって右から仲代達矢、勝新太郎、石原裕次郎、三島由紀夫が撮影所の玄関前で居並び、侍として前を凝視しているものや、その直前に撮影所から出て来たばかりで、右から勝、仲代、三島、石原が笑顔で談笑しながら並んで歩いているものもある。
勝、裕次郎、三島がそれぞれ単独で刀を構えているポスター写真も撮影された。また、映画本編の撮影現場でのスナップ的な写真もある。
参考文献となった原作小説『人斬り以蔵』の作者の司馬遼太郎は、武市半平太役の仲代達矢の顔について、「仲代達矢氏が武市半平太になっている。スチールをながめていると仲代氏の顔はスパニッシュなところが武市に似ている」とコメントしている。
映画宣伝用ではないが、三島が個人的にアルバムとしてまとめて五社監督に贈って、五社の死後にその遺族が保管していた写真（約20枚）もあり、2017年（平成29年）10月12日の京都国際映画祭で初公開される運びとなった。写真は撮影現場で侍姿の三島が勝新太郎や石原裕次郎と休憩中に談笑しているものなどである。

## あらすじ
時は幕末。文久2年（1862年）の土佐の谷里郷に、剣術の才覚がありながらも藩内の厳しい身分制という壁に阻まれ立身を望めず、その日暮らしに甘んじていた青年・岡田以蔵がいた。彼は背に腹は替えられぬ思いで、ついに家の隅で埃をかぶっている先祖伝来の鎧兜を骨董屋に売り払うも相手にされず悲嘆に暮れていた。
そんなとき、土佐随一の政治力を握っていた土佐勤皇党の武市半平太は、土佐藩執政・吉田東洋をクーデターによって追い落とし、自ら取って代わることを計画する。師の武市に呼び出された以蔵は、東洋暗殺の様子をじっくり視察せよと命じられた。その夜が、まだ人を斬ったことのない以蔵を変えた。人を斬る、とはこうすることなのか。俺ならもっと上手く斬ってやる、と以蔵は次第に人斬りとしての本能を呼び醒ましてゆき、東洋暗殺現場で耳にした「天誅！」という言葉を心の中で何度も繰り返した。
その年の夏、武市率いる土佐勤皇党は京都に上洛する。瑞山と号した武市は数年後に勤皇一派の中心人物となり、都で栄華の限りを尽くしていた。以蔵もまた武市の下で多くの謀略・破壊工作の実行役として加担し、もはや昔のくすぶっていた以蔵ではなく、名うての「人斬り以蔵」として鳴らしていた。そして、土佐勤皇党は自分で持っているようなものだ、とまで得意の絶頂を誇示する以蔵の前に、武市とは異なる道を選んだ男・坂本龍馬が現れる。以蔵と龍馬は子供の頃からの知り合いであった。
本間精一郎、井上佐一郎らを新たに葬った以蔵だが、坂本龍馬は以蔵に人斬りをやめるよう忠告する。当初は聞き入れるつもりもなかった以蔵だったが、身分の上下もなく誰も気にすることのない時代を切り開く、との龍馬の言葉に次第に共感を覚えてゆく。それは、かつて武市に随行した際に逗留した攘夷派の急進的公卿・姉小路公知邸を訪れた時に出逢った美しい綾姫の存在を忘れる事が出来ずにいたからであった。
綾姫は姉小路卿の妹で、以蔵は惚れた想いを告げるどころか、以蔵の野蛮な容姿に恐怖を覚えた姫から「けだもの」と蔑まれた。だが、想いは一層強くなり、いずれ自分が武市の下で立身出世するか、龍馬が言う新しい時代になったとき、綾姫を自分のものにできるかもしれない、と以蔵はささやかな希望を宿していた。
そんな折、以蔵の人斬りが目立ち、天皇から自重するようにお達しがあったため、武市は次の大天誅から以蔵を外すことを決め、以蔵にしばらく骨休めの期間をもうけていた。以蔵は、勤皇派が以前から内密に計画していた大天誅・近江国石部宿での襲撃の先遣隊から自分が外されたことを知るや無我夢中で駆け出し、辛くも襲撃隊に合流して薩摩侍・田中新兵衛と共に目覚しい働きをみせるも、その際に藩名と自身の姓名を声高に叫んだ失態を武市から厳しく叱責される。
さらに以蔵は、龍馬から武市のためにもなると依頼され勝海舟の護衛を務めたことも武市の逆鱗に触れ、土佐に帰れと面罵された。以蔵は武市からの離反を試みるが、武市を気づかいその政治力を恐れた諸藩らから以蔵は雇い入れを拒まれる。やけ酒を飲んで荒れる以蔵を田中新兵衛は慰めた。以蔵の情婦となっている女郎・おみのは、武市に謝罪することを薦め、以蔵はやむなく武市のもとに戻り、人斬りの運命から逃れる事が出来なくなっていった。
武市は田中新兵衛の刀を以蔵に持たせて、意見の相違が生じていた姉小路卿の暗殺を密命する。以蔵は驚いたが命令をなんとか実行した。姉小路殺しの嫌疑をかけられ京都町奉行に捕えられた新兵衛は、犯行を否定したが証拠として自分の刀を見せられると、申しひらきもせず突然その刀で自ら切腹した。以蔵は姉小路卿までも斬り、友の新兵衛まで裏切る形となった直後から、酒に溺れるようになり名声は凋落した。
浪人狩りの網にかかった以蔵は六角牢に投獄され、「土佐の岡田以蔵だ」と名乗るものの、知らせを受け面会に来た武市から、「岡田以蔵ではない」と見知らぬ者扱いされ見捨てられたため、そのまま「無宿者の虎蔵」と名付けられて牢で厳しい拷問にかけられる。そんな以蔵に手を差し伸べたのは坂本龍馬であった。ようやく以蔵は8か月後に赦免されたのち、龍馬の門人として新しい時代を築くために残りの人生を尽くそう、と思い始めた。慶応元年、以蔵は龍馬と九州に行くために、待ち合わせ場所の土佐にいた。
一方、反動政策により吉田東洋暗殺の嫌疑で武市も土佐で拘束され、藩は東洋暗殺の下手人を探していた。土佐勤皇党の1人は、以蔵が捕えられるとまずいと考え、土佐から離れるように促した。しかし武市は非情にも以蔵を消し去ろうと図り、かつて以蔵が目をかけた弟分・皆川一郎に毒殺役を命じる。春祭りの酒を持って来た皆川を疑いつつも、毒味で2杯飲んだ皆川が平気なため、以蔵もその酒を飲むが数分後毒が回り始め、皆川が死んで、以蔵は辛くも助かった。
以蔵はこのことで勤皇党の幕を下ろそうと決意し、自らの行なってきた謀略の人斬りと武市一派が行なった計画の全てを告白するため高知城の番所に出向いた。以蔵は武市を売る金の三十両を、借金で遊郭稼業に縛られている貧しいおみのに先渡しすることと引き換えに、洗いざらい話した。
5月の土佐の春祭りの日、龍馬は以蔵を迎えにやってくる。だが、そのとき以蔵は磔台にいた。武市が政治犯として切腹を命じられ、自分は一介のならず者の人斬りとして処刑されることを聞いた以蔵は、武市から自由になったと言い、祭囃子を遠くにききながら磔の刑に処されて壮絶な最期を閉じる。

## 出演者
出典は
- 岡田以蔵：勝新太郎
  - 25歳。土佐国の国谷里郷で貧乏郷士の子として生れる。実戦剣法を身につけ、狼のような凄みを持つ暴れん坊。土佐勤皇党で殺し屋の役目の人斬り剣士となる。鮮やかな暗殺ぶりで「人斬り以蔵」と京の街で知れわたる。酒と女好きで無学無知であるが気のいい男。
- 武市半平太：仲代達矢
  - 34歳。土佐勤皇党の首領。冷酷な革命家。京都に上り、三条木屋町の料亭「丹虎」の離れの「瑞竹荘」で起居し倒幕の政策を練る。腕の立つ以蔵を自身の「犬」として飼い馴らし、佐幕保守派を暗殺する。以蔵は武市が口にする政策上「好ましからぬ人物」を斬り殺し、お手当金を貰う。武市は目的のためには手段を選ばない非情さを持つ。
- 田中新兵衛：三島由紀夫
  - 22歳。薩摩藩の有名な人斬り剣士。「人斬り新兵衛」と呼ばれて、京洛の人気を以蔵と二分する示現流剣法の使い手。武市の陰謀により姉小路卿暗殺の嫌疑をかけられ、自分の剣を見せられ切腹死する。
- 坂本竜馬：石原裕次郎
  - 28歳。元土佐勤皇党だったが土佐藩を脱藩し、武市とは別の方途で倒幕を目指している。以蔵とは子供の頃からの顔なじみ。人斬りを辞めるように以蔵に助言する。浪人狩りで六角牢に入牢した以蔵の放免に尽力する。
- おみの：倍賞美津子
  - 五条新地の遊郭「山城屋」の女郎。以蔵の情婦。
- 姉小路綾姫：新條多久美
  - 姉小路公知の妹。美しい姫。武市と共に邸に来た以蔵を見て、「お前が以蔵なのね」とまじまじと見つめ、「獣！」と蔑む。以蔵は綾姫に一目惚れする。
- 姉小路公知：仲谷昇
  - 27歳。天皇側近で攘夷派の急進的公卿。武市と政策を共にしていたが、土佐勤皇党の手荒な暗殺手法を憂いて次第に意見が合わなくなる。武市の密命で以蔵に斬られる。
- 皆川一郎：山本圭
  - 土佐勤皇党の同志。以蔵の弟分的な存在。三条通の旅人宿「四国屋」で以蔵と相部屋で逗留。土佐で入牢した武市から以蔵の毒殺を命じられる。
- 天野透：伊藤孝雄
  - 29歳。土佐勤皇党の同志。
- 松田治之助：下元勉
  - 32歳。土佐勤皇党の副領主。武市の側近。
- 勝海舟：山内明
  - 幕臣。以蔵は竜馬に依頼されて一度護衛を務めた。
- 六角牢の役人：田中邦衛
  - 以蔵が浪人として囚われた六角通りに面した牢屋敷の役人。
- 平松外記：滝田裕介
  - 土佐藩目付頭。平松備後。全ての暗殺の自白を以蔵から聴き出し、磔獄門を言い渡す。
- おたき：賀原夏子
  - 50歳。以蔵らの行きつけの三条小橋（三条木屋町）近くの飲み屋「おたき」の女将。「おたき」は勤皇派のたまり場となっている。
- 京都所司代与力：中谷一郎
  - 姉小路卿の暗殺の一件で田中新兵衛を呼び出し取り調べる与力。
- 久坂玄瑞：波多野憲
  - 長州藩士。尊王攘夷派。
- 伊地知三左衛門：新田昌玄
  - 薩摩藩士。尊王攘夷派。
- 井上佐一郎：清水影
  - 土佐藩士。土佐藩横目付。吉田東洋殺しの下手人を探索していたが、大阪で以蔵ら土佐勤皇党と酒を飲んだ後の帰りに以蔵に絞殺される。
- 渡辺金三郎：宮本曠二郎
  - 京都西町奉行所与力。近江石部宿「橘屋」で以蔵に斬り殺される。
- 京都市中見廻組役人：伊達岳志
  - 浪人取締りをする京都奉行所の役人。遊郭「山城屋」にいた以蔵を捕える。
- 横川帯刀：北村英三
  - 土佐藩目付役。以蔵から一切の暗殺所業を聴き出す平松備後（平松外記）の部下。
- 本間精一郎：伊吹総太朗
  - 32歳。越後国出身の尊王攘夷派の志士。四条木屋町の路地で以蔵に斬り殺される。
- 両替屋の番頭：東大二郎
  - 以蔵が自白の褒美の三十両をおみのへ送る高知城下の両替商の番頭。
- 古道具屋の主人：千葉蝶三郎
  - 土佐の国谷里郷で困窮していた以蔵が埃だらけの鎧を持ち込む古道具屋の主人。嫌な顔をして買い取りを断る。
- 宮部鼎蔵：福山錬
  - 熊本藩士。尊王攘夷派。
- 北崎進：藤森達雄
  - 28歳。土佐勤皇党の同志。
- 工藤：黒木現
  - 土佐勤皇党の同志。
- 目明し文吉：宮沢元
  - 以蔵が斬った男。皆川に毒入りの酒を飲まされた以蔵の幻覚に出てくる。
- 小女：丘夏子
  - 飲屋「おたき」の小女。
- 婆：小林加奈枝
  - 遊郭「山城屋」のやり手婆。
- 大河原十蔵：宮島誠
  - 京都東町奉行所与力。近江石部宿「万屋」で斬り殺される。
- 森孫六：御影伸介
  - 京都東町奉行所与力。近江石部宿「万屋」で以蔵に斬り殺される。
- 刺客：佐藤京一
  - 以蔵が護衛する勝海舟を襲う長州の刺客の1人。
- 安岡嘉助：美山晋八
  - 吉田東洋暗殺の討手。
- 那須信吾：勝村淳
  - 吉田東洋暗殺の討手。
- 大石団蔵：安藤仁一郎
  - 吉田東洋暗殺の討手。
- 牢名主：萩本欽一（コント55号）
  - 六角牢の囚人。以蔵が入れられた六角牢の中で主として威張っているチンピラ。
- 熊髭：坂上二郎（コント55号）
  - 六角牢の囚人。牢名主の子分のような存在。
- 吉田東洋：辰巳柳太郎
  - 47歳。山内容堂の厚い信任を受ける土佐藩執政。雨の中、武市の部下3名の刺客（安岡嘉助・那須信吾・大石団蔵）に暗殺される。
- 殺陣：湯浅剣睦会

## スタッフ
出典は
- 監督：五社英雄
- 製作：村上七郎、法亢堯次
- 脚本：橋本忍
- 参考文献：司馬遼太郎『人斬り以蔵』
- 撮影：森田富士郎
- 音楽：佐藤勝
- 美術：西岡善信
- 照明：美間博
- 編集：菅沼完二、谷口登司夫（諸事情によりクレジットへの記載なし）
- 助監督：土井茂
- 録音：大角正夫
- 衣装考証：上野芳生
- 音響効果：倉嶋暢
- 製作主任：眞田正典
- スチール：小山田幸生
- 現像：東洋現像所
- 殺陣指導：湯浅謙太郎（湯浅剣睦会）

## 再上映
『人斬り』は1985年（昭和60年）11月には松竹の配給で再上映された。併映は、五社英雄監督の『三匹の侍』。惹句は、「時・代・はチャンバラ」、「斬る！斬る！斬る！ 問答無用でぶった斬る！ 斬らねばならぬ奴がいる。生きんがために人を斬る……」、「今や、不可能なキャスティングの妙！」、「ひたすら過激に……ひたすら美的に……動乱の幕末を駆けぬけた若き男たちの熱き伝説」である。
再上映の際に、イメージソングとして世良公則の楽曲「バラードが聴こえる」がついた。「バラードが聴こえる」は、世良のアルバム『Fine, and you?』（キャニオンレコード）に収録されている。世良は、『人斬り』には「ROCKスピリット」や「若者の息づかいの素晴らしさ」があるとし、観終わって外に出た時に、「身体のどこかに力がわいてくるのがうれしかった」と映画の感想を述べている。長州力も「勝負の世界に生きる男として以蔵のガムシャラに生き抜く姿に共鳴を受けた」として、「剣を持ち人を斬る凄み」が映画のスクリーンいっぱいに溢れ、自分自身もリング上で「人斬りリキになりたい」と感想を語っている。
しかし、再上映の配給収入は1億5000万円に届かなかった。

## 評価
『人斬り』は幕末の動乱期を舞台に過激な生涯を送った人物たちを扱ってはいるが、岡田以蔵と武市半平太の人間関係は、現代にも通じる男の野望の絡み合いとしても見ることができ、また、波乱に富んだストーリー展開と、ダイナミックな殺陣の演出も時代劇の醍醐味を感じさせ、豪華な娯楽大作映画となっている。
興行的にも大ヒットとなり、1969年度の興行ベストテンの第4位に入った。キネマ旬報ベストテンでも圏外ではあったが第14位となった。総得点数は49点で、6点を付けた高沢瑛一の票が最高点となり、5点は草壁久四郎、津村秀夫、戸田隆雄が付けている。『御用金』に続く『人斬り』のヒットにより五社英雄は映画界のヒットメーカーとなった
尾崎秀樹は、『人斬り』がヒットした理由について、「映画がともすれば忘れがちな大衆のもつおもしろさの願望を素直大胆に提示しそれに人間的な味わいを添えたところに成功の原因があった」と解説し、70年安保を目前に迎えた時代との関連にも触れつつ高評している 。
主役の勝新太郎の「映画スター」としての魅力も好評で、人なつっこく明るい性格のキャラクターが加味された岡田以蔵像となった。人斬りという残酷で非情な行為の人物ながらも、なぜか勝が演じると、その単純で無知な振舞いが逆に人間的な温かみさえ感じさせるものと品田雄吉は評価している。
新人女優で2年前に『純情二重奏』で映画デビューした倍賞美津子も女郎役を体当たりで好演し、京都市民映画祭の新人賞を受賞するなど高評価され女優として注目されるようになった。勝以外の男優陣の中では、独特の強烈な存在感を示した三島由紀夫が予想を上回る好演で注目され、論評でも三島の出演映画という観点から言及するものが多い。かつて主演した映画『からっ風野郎』では素人演技を酷評された三島だったが、見違えるほどの凄みを見せる演技力であった。五社監督も三島の起用により田中新兵衛役が光ったこと振り返っている。
斎藤正治は、『人斬り』のテーマについて三島の『文化防衛論』を読めば事足りるとし、その美学や思想と重ねて、「論理でも表現でも、粗暴なもの、荒っぽいものには、独断のカタルシスがつきもの」として、「それは情緒的にいえば痛快感であり、政治イデオロギーに即していえば右翼的（左翼的であっても同じことだが）な狂信に満ちた明快さを帯びる」と解説している。
増村保造はかつて『からっ風野郎』（1960年3月封切）で三島をしごいたことがあったが、『人斬り』での三島の切腹演技の表現力の高さに触れて、「姉小路公知暗殺の疑いを受けた新兵衛は、自分の主家の迷惑を思い、一言も弁解せず、切腹してしまう。ここにも誠実な人間の行動の〈美〉があり、それを三島さんは進んで表現しようとしたのではないか」と好評している。
『人斬り』は翌年1970年（昭和45年）に三島が自死したことで（三島事件）、より一層三島と一体化したものとして語られることになったが、三島がそれまで過去に出演した映画『からっ風野郎』『憂国』と共に見た場合、すべて最後は死んでしまう人物であり、それが段々とリアリティーや殺気を持った好演に発展していくことも指摘されている。
荻昌弘は、『人斬り』での三島が「周囲の役者たちを圧する殺気のリアリティで、維新前夜のテロリストを好演」したと高評しつつ三島の行動美学と重ねて、「三島が映画演技というスポーツに快楽をみいだしたのは、いうまでもなく行動美のためにちがいなかったが、そのなかで繰返し死の行為だけが予習されている事実は、もっと深く注目されていい」と論評している。
品田雄吉は、映画公開から16年後、三島の死から15年後の1985年（昭和60年）に再上映された『人斬り』をあらためて観た感想として、勝新太郎の魅力と三島の迫力ある演技を好評しつつ、「三島由紀夫の演ずる田中新兵衛ではなく、田中新兵衛を演じている三島由紀夫その人が見逃せないのである」としている。
山内由紀人は、三島の出演により『人斬り』の主題が「三島の思想と美学に重なってしまったのは、必然的な結果といっていい」として、三島が予想以上の印象的な好演をしたことで、監督らの思惑以上の宣伝効果を上げ、ほとんど「三島の映画」とも言える様相になった意味などを以下のように評価・考察している。

## エピソード
撮影が行われた大映京都撮影所と東京での『癩王のテラス』や『椿説弓張月』の稽古や打ち合わせ、「楯の会」の活動とで往復に忙しかった三島由紀夫だが、ある時、大阪行きの飛行機内で三島と乗り合わせた仲代達矢が、「作家なのにどうしてボディビルをしているんですか？」と尋ねると、三島は「僕は死ぬときに切腹するんだ」、「切腹してさ、脂身が出ると嫌だろう」と答えたので、仲代は冗談の一つだと思って聞いていたという。
日々の撮影が終わると共演者同士で祇園などに飲みに行ったが、山本圭はその時の三島の様子について、「三島さんはほとんどお酒を飲まないんですが、話をしている時、瞬きをしないんですよ。それで目の前で僕が話を聞いてるとね、だんだんこっちの目もつられちゃう」と語っている。ちなみに、山本圭扮する皆川が以蔵のいる小屋を訪ねて自分も毒酒で死んでしまう場面は、和歌山県の先端の湖畔に掘立小屋が建てられ撮影された。死体となった山本の喉仏がどうしても動くため、その場面はフィルムを半分に切って山本の方の画が固定されているという。
映画撮影のクランクアップ後、五社英雄監督は三島から切腹場面と立ち回りシーンのスチール写真を100枚ほど欲しいと言われていたため、京都撮影所を発つ際に三島に手渡した。そして帰りの新幹線に五社と三島と勝と仲代が一緒に乗り、三島以外の3人は名古屋で遊ぶために途中下車していった。3人がホームに出た後、再び三島に挨拶しようと三島の座席の窓に行くと、1人になった三島が鞄からスチール写真をこっそり取り出して、「何ともいえない顔でニッコリして見ていた」という。
やがて3人の視線に気づいた三島は、一瞬こそばゆいような恥じらいを見せ、少年のように笑って頭に手をやった。東京に帰った後、五社に会った三島は、「いやあ、新幹線の中でアレを見られたのは、君ねえ、自分のナルシシズムの原点みたいなものを、全く目の前で見られたような感じで、あんな恥ずかしい思いをしたことはないよ」と笑っていたという。

## 勝新太郎と三島由紀夫
三島由紀夫が田中新兵衛に起用されたきっかけは勝プロ社長でもある勝新太郎の依頼であったが、三島が承諾したことを大映企画部長の藤井浩明から聞いた勝は非常に喜び、すぐに会いたいと三島との面談を希望した。三島のマネージャー代わりの藤井が三島と一緒に大映京都撮影所に向かい京都駅に到着すると、勝は2人を待ち受けていて、自分の車で都ホテルまで送ってくれた。
そして勝は、明朝に撮影所で会う時間を告げて、その時に三島にカセットテープを渡した。そのテープには、三島が言う台詞と、勝の言う台詞の掛け合いの両方が吹き込まれてあった。さらにそのテープには、ここはこう言った方がいい、というようなアドバイスも各所に入っていて、素人の三島が困らないようにしてあった。
三島がしばしば、勝に随分世話になった、面倒を見てもらったと書いているのは、こうした背景があったからであった。勝と三島が直接からむ場面は、田中新兵衛が飲み屋「おたき」に初登場するシーンのほか、酒に溺れる以蔵を新兵衛が慰めるシーンもあるが、三島は思わず以蔵ではなく勝を慰めるかのような気分になり、演技中にもらい泣きしそうになったという。
三島の撮影初日の勝の細かい気づかいにより俳優演技に自信がついたことを、三島は「得意のかいぎゃく」で語り、初めて「役になりきる心境と喜び」を味わった楽しさを勝との共演で得られたとしている。
三島はこれまで『からっ風野郎』、『憂国』、『人斬り』と3本、映画俳優として出演したが、『人斬り』で初めて「爽快な後味」や映画の面白さを実感として味わったが、それは映画について教えてくれた「よい先生」の勝の親切のおかげだとしている。三島を懇切丁寧に指導する勝の姿を見ていた山本圭も、撮影現場が和気藹々となったのは勝がいたからでもあるとし、「勝さんが何も考えていないようで実は物凄い細かい人です」と語っている。
三島の切腹場面の撮影中にも三島が外に出た際に、「三島さん、居合いをやってよ！」と明るく勝が声をかけて来て、三島が本気で居合いの型を披露すると、その上手さに勝は感心しつつも、「でも、あんまり強そうじゃないな」、「手を切らなきゃいいけどな」とからかい気味に言って、三島をリラックスさせていたという。
なお、勝は『人斬り』撮影中に、雑誌『平凡パンチ』の三島特集において、編集担当者から三島の悪口をぜひ言ってほしいと電話でコメントを求められ、「ぼくはあの人といま映画でご一緒してるんだけど、あの人は何ていうのかなー、そう、趣味人というイメージだね。ないものねだりをする人。そしてその結果それを獲得してゆく人。いままでの三島さんの人生ってのは、それだったんじゃないの」と答えている。

## 五社英雄と三島由紀夫
五社英雄は戦時中に特攻隊に志願して第13期として予科練にいた。しかし入隊してすぐに日本脳炎の初期症状を起したために正式入隊が4か月遅れ、実戦には参加できずに本土決戦用の水上特攻隊として演習していた。
予科練第13期の同期生たちの多くは、台湾や沖縄での戦闘で特攻隊として死んでいった。五社は福知山で飛行場を作る工事に携わっている最中に敗戦を迎えた。特攻隊の生き残りであった五社は、その戦争体験を『人斬り』の撮影の合間に三島由紀夫に話した。
戦時中の入営検査で即日帰郷となった経験を持つ三島はそれを聞いた後、実際に自分の命を投げ出して何かをやれる人間はそうはいないが、現実にそうした若者の犠牲があってその上に、今日の日本の存在していることを思う時に我々は忸怩たるものがあると言い、我々はもう一度それらを掘り起こす必要があるのではないかと語っていたという。
また、五社監督は三島から子供がいるのか訊ねられ、「いる、マイホーム主義ではなく、いいオヤジでもないと思うが、かわいくてたまらん」と答えると、三島は五社の顔を見据えながら、「子供には子供の人生がある。子供かわいさに、自分の生き方やイデオロギーを曲げたり、子供によって自分の人生を左右されたり、影響されるようじゃ大演出家になれん。割り切る強さが必要なのだ」と語っていたという。
五社監督は映画公開から16年後、三島没後15年目の1985年（昭和60年）の『人斬り』再上映に際し、「私よりも、尚越えたところで此の再公開をよろこんでくれるのはまぎれもなく故三島由紀夫さんなのです」と述べ、「三島さん、よかったね」と最後に締めくくっている。

## 三島外伝

### 祖先と幕末
田中新兵衛役を演じた三島由紀夫の高祖父は徳川幕府の最後の幕臣の1人永井尚志で、大政奉還や戊辰戦争などの重要な局面で活躍した人物である。一橋慶喜を推す一橋派を支持したため安政の大獄で免職・隠居の身となっていた永井尚志は、井伊直弼の横死により文久2年（1862年）に京都町奉行に復職したが、その時に姉小路公知暗殺の尋問していた田中新兵衛に切腹されてしまい、不注意の咎で閉門を命ぜられたこともあった。
三島が『人斬り』撮影中、親しい知人の林房雄に宛てた書簡（1969年6月13日付）の中にも、その奇縁のことが触れられている。
1960年（昭和35年）7月1日に行われた「永井尚志70年忌」の大法要にも出席し、高祖父を尊敬していた三島だが。『人斬り』の出演が決まる前年の1968年（昭和43年）1月にも、「百年目の黒船」と言われた原子力空母エンタープライズの佐世保寄港反対デモの話題に触れつつ高祖父と自身を重ね、「日本はいつもアメリカの船のために国中大さわぎし、殺し合ひ、政治変革をやる国民のやうです。今度は私も、曾々祖父永井玄番頭と同じ反革命の立場ですが、曾々祖父のやうに無事に隠居はできますまい」とドナルド・キーンに語っていた。
また三島の祖母・なつの母親の松平高は宍戸藩主松平頼位の娘で、松平頼徳の妹であった。なつの伯父にあたる9代藩主松平頼徳は水戸天狗党に同情した罪により、幕府から切腹を命じられて非業の死を遂げている。
この水戸藩の思想「水戸学」という尊王論・攘夷論は、幕末の尊皇攘夷の志士たちの中心的思想となっていたが、三島は祖母から、「お前は水戸の血が流れているから、人はすぐ皮肉屋だとか偏屈だとかいわれるだろうが、気にしないほうがいいよ。これはもう宿命で仕方ない」と言われ、水戸っ子の自覚を持っていた。
『人斬り』の映画を撮影していた頃、世間では安保反対の全学連や全共闘が維新の志士に喩えられることがあり、三島は全共闘と安保闘争をめぐって敵対しつつも、ある種の共感性も持っていたが、尊皇でない彼らとは共闘できないことを強く宣言していた。それは開国派であれ攘夷派であれ、幕末では「尊皇」「勤皇」が基本にあり、天皇制の破壊を企図する左翼の思想とは相容れないものであると三島は認識していたからであった。
また、楯の会を率いていた三島は、映画出演の約半年前の年頭に桜田門外の変について触れつつ、井伊直弼の首を取り自分も重傷を負って自刃した有村次左衛門のような国家変革の情熱に燃えた日本人らしい維新の若者と、タオルの覆面姿で「大和言葉」ではない汚い言葉を発し、「神州清潔の民」の日本人がとても居られないようなゴミだらけの不潔きわまりなく、あたかも外国人を住まわせるための地域のような「解放区」を目指す全学連が全く違うことに言及し、自身も維新の若者のような気概と志を見習いたい心持ちや希望を抱いていた。
三島は幕末を舞台にした映画に出たことの喜びを、「ぼくは現代劇より、こんな格好をしてチャンバラをやる方が好きなんだ」とし、「なぜなら幕末の世相と似通っている現代は、“思想は腕力”だと信じるからです」とも述べている。

## 資料
- シナリオ作家協会 編『年鑑代表シナリオ集 1969』ダヴィッド社、1970年8月。doi:10.11501/1363521。全国書誌番号:75005456。 - 橋本忍の脚本「人斬り」所収。
- 司馬遼太郎『人斬り以蔵』（改）新潮文庫、2004年12月。ISBN 978-4101152035。 初版は1969年12月

## ビデオ発売
『人斬り』は五社英雄の代表作ながらも、日本ではDVDで発売されていなかったが、2022年（令和4年）に発売された。VHSとレーザーディスクは発売されたが絶版となっており、長らくCS放送（時代劇専門チャンネルなど）で放映されるのみであった。なお、フランスでは日本より先にDVD発売された。
- VHS『人斬り』（ポニーキャニオン、1985年12月） - 絶版
- レーザーディスク『人斬り』（ポニーキャニオン、1991年6月） - 絶版
- DVDフランス版『Hitokiri, le châtiment』（Wild Side Video、2008年4月）ASIN B006LNAACI
  - 形式：PAL。リージョンコード：リージョン2
  - Edition Collector DVD2枚。フランス語字幕付き（ON/OFF可）
- DVD『人斬り』（ポニーキャニオン、2022年8月）

## 劇画化
映画同時公開劇画シリーズ第3弾として、平田弘史により『週刊少年キング』（少年画報社）で1969年（昭和44年）8月号から9月号に連載された。第1弾は『座頭市海を渡る』、第2弾は『御用金』で、単行本収録は以下である。なお、三島由紀夫は平田弘史の画を好んでいた。
- 『斬る!! ―座頭市&人斬り岡田以蔵伝―』〈別冊エースファイブコミックス〉（松文館、2010年2月） ISBN 978-4790123248
- 『人斬り』〈レジェンドコミックシリーズ4〉（星雲社、2005年2月。2014年11月） ISBN 4434050885